# أفنان دروزة
أفنان دروزة (1960-) هي أكاديمية فلسطينية. شغلت منصب عميدة البحث والدراسات العليا ومديرة دائرة التخطيط والتطوير في جامعة النجاح الوطنية، وهي أول من نقلت علم تصميم التعليم للعالم العربي، كما عملت على نقل العديد من النظريات التربوية الأجنبية إلى اللغة العربية أهمها نظرية دافيد ميرل للعناصر التعليمية ونظرية شارلز رايجلوث لتصميم المناهج.
صدر لها كتاب "نزهة في رياض الأدب والأدباء".

## حياتها العلمية
ولدت أفنان نظير دروزة في مدينة نابلس، حاصلة على شهادة البكالوريوس في علم النفس من الجامعة الأردنية بتقديرمرتبة الشرف الأولى، وشهادة الماجستير في علم النفس التربوي من الجامعة الأردنية بمرتبة الشرف، وشهادة الدكتواره من جامعة سيراكيوز الأمريكية في ولاية نيوورك بتقدير مرتبة شرف.

## جوائزها
نالت دروزة العديد من الجوائز أبرزها جائزة الملك حسين بن طلال لتفوقها الأكاديمي في الجامعة الأردنية عام 1974، وجائزة عبد الحميد شومان للعلماء العرب الشباب لعام 1990، وحصلت على درع من رئيس وأعضاء مجلس بلدية نابلس ومديرية التربية والتعليم تقديراً لجهودها في تطوير المسيرة التعليمية في فلسطين.

## الحياة العملية
شغلت دروزة العديد من المناصب منها: عميدة البحث العلمي والدراسات العليا (1994-1996) ومديرة دائرة التخطيط والتطوير (1998-2001) في جامعة النجاح الوطنية. باحثة وبروفيسورة زائرة في العديد من الجامعات منهم جامعة سيراكيوز الأمريكية (1988- 1990) وجامعة ولمنجتون في ولاية نورث كارولاينا وجامعة جورجيا أثينز في ولاية جورجيا (1992-1993)، زائرة وباحثة في شتودجارد في المانيا عام 1996 وايضاً في الجامعة الأمريكية بيروت عام 2003، كما عملت مساعدة رئيس جامعة القدس للشؤون التربوية ومؤسسة كلية العلوم التربوية فيها، درّست فصل أكاديمي في جامعة بيرزيت لمساق علم تصميم التعليم على مستوى الدراسات العليا. أشرفت على العديد من رسائل الماجستير في جامعة النجاح الوطنية كرئيسة لجنة، قيمت برنامج الإرشاد النفسي في جامعة الأقصى بناء على تكليف وحدة الجودة والنوعي في وزارة التعليم العالي.
لها أكثر من 60 بحث في اللغتين الأنجليزية والعربية منشورة في مجلات علمية عربية وأجنبية وفي نظام ERIC، كما لها العديد من الكتب والمؤلفات في مجال الأدب منهم "فدوى طوقان كما عرفتها"، "نفحات روح ونزهة في رياض الأدب والأدباء". لها زاوية شبه أسبوعية في جريدة القدس تحت عنوان فكرة تتناول فيها الكثير من القضايا الإجتماعية والتربوية والأدبية والنفسية، تعمل حالياً محاضرة  في قسم أساليب التدريس والدراسات العليا في كلية التربية في جامعة النجاح الوطنية.